# کونوتوپ (استان لوبوسکی)
کونوتوپ (به لهستانی:  Konotop) یک روستا در لهستان است که در گمینا کولسکو واقع شده‌است.
 کونوتوپ  ۱٬۴۰۰ نفر جمعیت دارد.